# Carlo Heyman
Carlo Heyman (Brasschaat, 17 juni 1920 – Herent, 16 december 1994) was een Belgisch hoogleraar en bestuurder.

## Levensloop
Heyman doorliep zijn secundaire studies aan het Sint-Jozefscollege te Turnhout. Vervolgens studeerde hij wijsbegeerte en letteren aan de Katholieke Universiteit Leuven. Hij was een tijdlang leerkracht te Bukavu in Belgisch-Congo en vervolgens te Sint-Niklaas. In 1965 doctoreerde hij met een iconologische studie over de homerische helden.
In de periode 1965 - 1985 was hij hoogleraar aan de Katholieke Universiteit Leuven, alwaar hij de richting Hedendaagse Kunst uitbouwde. Tevens was hij auteur-samensteller van de schooluitzendingen van de BRT. In 1973 werd hij verkozen tot voorzitter van het Davidsfonds, een functie die hij zou uitoefenen tot 1977. In de hoedanigheid van voorzitter volgde hij Raymond Derine op, zelf werd hij opgevolgd door Clem De Ridder.